# Ekologiczne wskaźniki oceny
Ekologiczne wskaźniki oceny – wprowadzone zostały w celu jednoznacznego określenia destrukcyjnego wpływu czynników chłodniczych na atmosferę ziemską.
Należą do nich:
- ODP
- HGWP
- GWP
- TEWI
- ITH